# مارك بروسارد
مارك بروسارد (بالإنجليزية: Marc Broussard)‏ هو مغني ومغن مؤلف أمريكي، ولد في 14 يناير 1982 في كاربنكرو في الولايات المتحدة.

## وصلات خارجية
- الموقع الرسمي
- مارك بروسارد على موقع IMDb (الإنجليزية)
- مارك بروسارد على موقع ميوزك برينز (الإنجليزية)
- مارك بروسارد على موقع أول ميوزيك (الإنجليزية)
- مارك بروسارد على موقع ديسكوغز (الإنجليزية)
- مارك بروسارد على موقع قاعدة بيانات الفيلم (الإنجليزية)